# Estadio Internacional de Trípoli
El Estadio Internacional de Trípoli (en árabe: ملعب طرابلس الدولي) anteriormnete llamado Estadio 11 de Junio (en árabe: ملعب 11 يونيو), es un estadio multiusos ubicado en la ciudad de Trípoli, Libia. Fue inaugurado en 1970 y posee actualmente una capacidad para 45 000 espectadores, siendo el estadio en el que disputan sus partidos el Al-Ahly SC, el Al Ittihad y la selección de fútbol de Libia.
El estadio albergó varios partidos de la Copa Africana de Naciones 1982, entre ellos la final entre Ghana y Libia, con victoria de los ghaneses en la tanda de penaltis. Otro partido destacado fue la Supercopa de Italia disputada entre el Parma y la Juventus en 2002.
Su antiguo nombre (Estadio 11 de Junio) es una referencia a la fecha de la retirada de las fuerzas estadounidenses de Libia, el 11 de junio de 1970.
El estadio fue recientemente sometido a trabajos de renovación que duraron unos dos años, reabrió sus puertas el 8 de marzo de 2024, en un partido amistoso entre AC Milan All-Stars y Libya All-Stars.

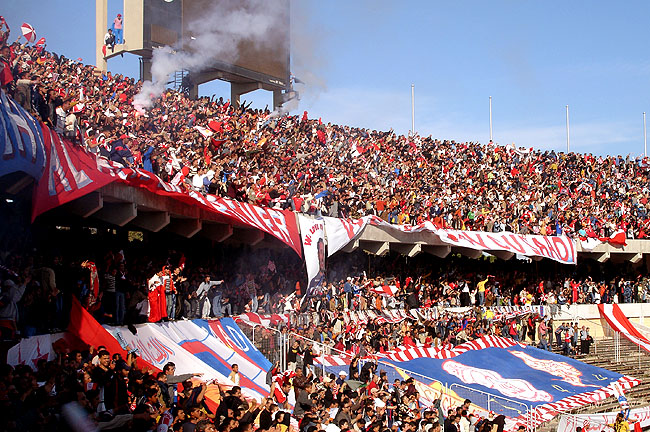